# 抱擁 (箱崎晋一郎の曲)
「抱擁」（ほうよう）は、箱崎晋一郎のシングル。

## 概要
作詞：荒川利夫、作曲：山岡俊弘、編曲：京建輔。
1969年1月に「熱海の夜」のB面として発売（編曲は川口真）。音楽プロモーター時代の京建輔が発掘、再アレンジを施して、1974年11月にA面シングルとして発売したが不発。当時ヒット曲のバロメーターだった札幌の有線放送で火がついたことから1979年5月に再発売され、カラオケブームと相まってロングヒットを記録した。
箱崎の甘えるような歌唱やシンプルなメロディと編曲、3拍子のリズムが特徴で「ムード歌謡」のお手本と言われることがある。
オリコンの最高順位は65位だが、100位以内に54週ランクインした。
サックス演奏は「津軽海峡・冬景色」のイントロなどで知られる佐野正明。